# Guerra dei trent'anni (fase boema)
La fase boema o fase boemo-palatina (dal 1618 al 1625) è la prima delle fasi in cui si è soliti dividere la guerra dei trent'anni. Il conflitto fu generato da problemi di carattere confessionale presentatisi in Boemia, cui fece da scintilla scatenante il rifiuto da parte di Ferdinando II di erigere alcune chiese protestanti. Questo portò alla ribellione dei boemi iniziata con l'episodio della "defenestrazione di Praga", e alla nomina a Re di Boemia di Federico V del Palatinato. Il conflitto, inizialmente limitato all'area tedesca e di portata contenuta, si fece via via più intenso e finì con il coinvolgere potenze estranee all'area tedesca, fino al termine degli scontri nel 1648

## Eventi politici e bellici
Dopo la defenestrazione di Praga del 1618 la rivolta si diffuse in tutta la Grande Boemia (composta da Boemia, Moravia, Slesia e Lusazia). Il conflitto, ancora a livello locale, sembrava poter essere risolto dai negoziati in corso, che furono però interrotti dalla morte di Mattia d'Asburgo nel 1619 e la conseguente elezione a imperatore del cugino Ferdinando II, già re di Boemia, cattolico estremamente devoto ai limiti del fanatismo. A questo punto, a causa della debolezza dei contendenti, furono entrambi costretti a chiedere aiuto: Ferdinando II alla Spagna, che rispose inviando fondi in cambio della promessa, mai mantenuta, di ricevere l'Alsazia; i Boemi, che avevano costituito un'alleanza fra gli Stati Generali protestanti del territorio della Corona di Boemia, la Confederazione boema, dichiararono decaduto il re Ferdinando e proposero il trono di Boemia a Federico V del Palatinato, figlio del fondatore dell'Unione Evangelica.

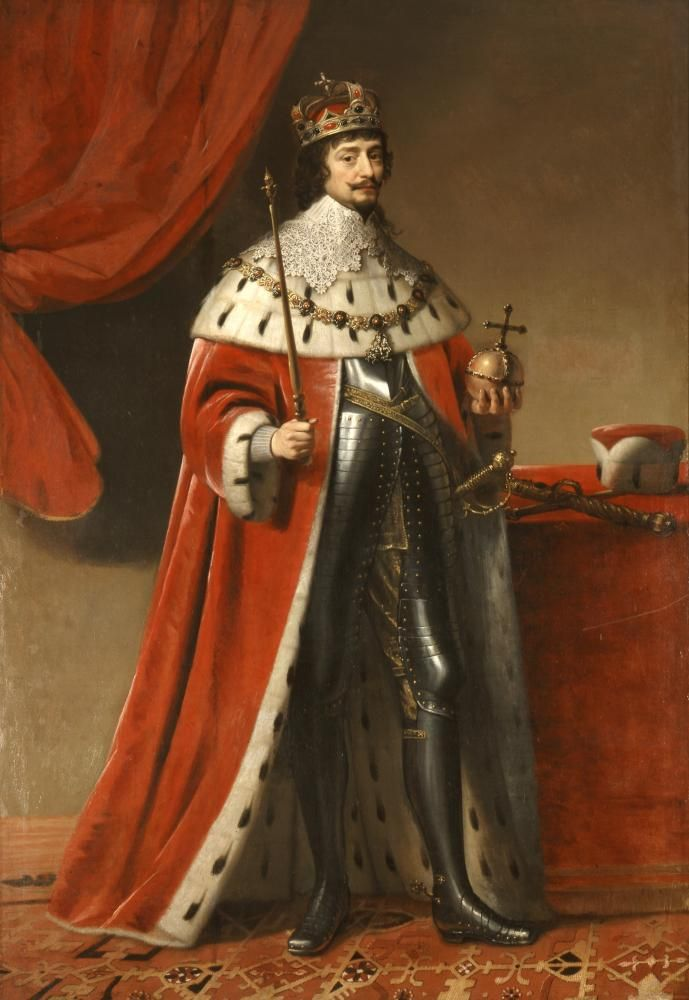
Federico V, Principe Elettore del Palatinato (1596-1632)

Offerte simili vennero inoltrate anche a vari altri sovrani d'Europa, come il Duca di Savoia, l'elettore di Sassonia Giovanni Giorgio I e il principe di Transilvania; tali messaggi furono tuttavia scoperti e resi pubblici dagli imperiali, fatto che diminuì sensibilmente l'appoggio di cui godeva la ribellione boema in varie corti tedesche. Federico V, pur sapendo che l'accettazione del trono da parte sua avrebbe scatenato un grave conflitto in Germania, decise di accogliere la richiesta, anche sotto la spinta dei suoi consiglieri Cristiano di Anhalt e Ludovico Camerario.
Inizialmente i ribelli ottennero alcuni successi, anche grazie al fatto che alla rivolta si unirono gli stati dell'Alta e Bassa Austria; inoltre i ribelli ricevettero un inaspettato aiuto dal Principe di Transilvania, Gabriele Bethlen, il quale condusse un'armata in Ungheria, appoggiato dal Sultano Ottomano. Nel 1619 Enrico Matteo von Thurn-Valsassina condusse un esercito ribelle sotto le mura della stessa Vienna, anche se mancava dell'artiglieria necessaria a condurre un assedio. In ogni caso, il 10 giugno 1619, il conte Buquoy, comandante delle forze imperiali, sconfisse i protestanti del Conte di Mansfeld nella battaglia di Záblatí, tagliando le comunicazioni di Thurn e costringendolo a levare l'assedio.
Nonostante la battaglia, le forze di Thurn potevano ancora essere pericolose, e le truppe transilvane continuavano a ottenere sostanziali successi in Ungheria, ma a questo punto la situazione volse totalmente a sfavore dei Boemi: le forze della Lega Cattolica, 30 000 uomini al comando di Johann Tserclaes, conte di Tilly, procedettero alla pacificazione della Alta Austria, mentre le forze imperiali occupavano la Bassa Austria. Inoltre Giovanni Giorgio I era passato dalla parte imperiale e aveva occupato, con pochissimo sforzo, la Lusazia. Nel frattempo, nel settembre 1620, in Spagna, Filippo III decise d'inviare le forze al comando di Ambrogio Spinola, stanziate nei Paesi Bassi, contro il Palatinato, nella speranza di stroncare definitivamente la ribellione colpendola ad ovest, mentre le forze della Lega sarebbero avanzate in Boemia; quattro mesi dopo, nel gennaio 1621, venne emesso un bando imperiale contro Federico V.

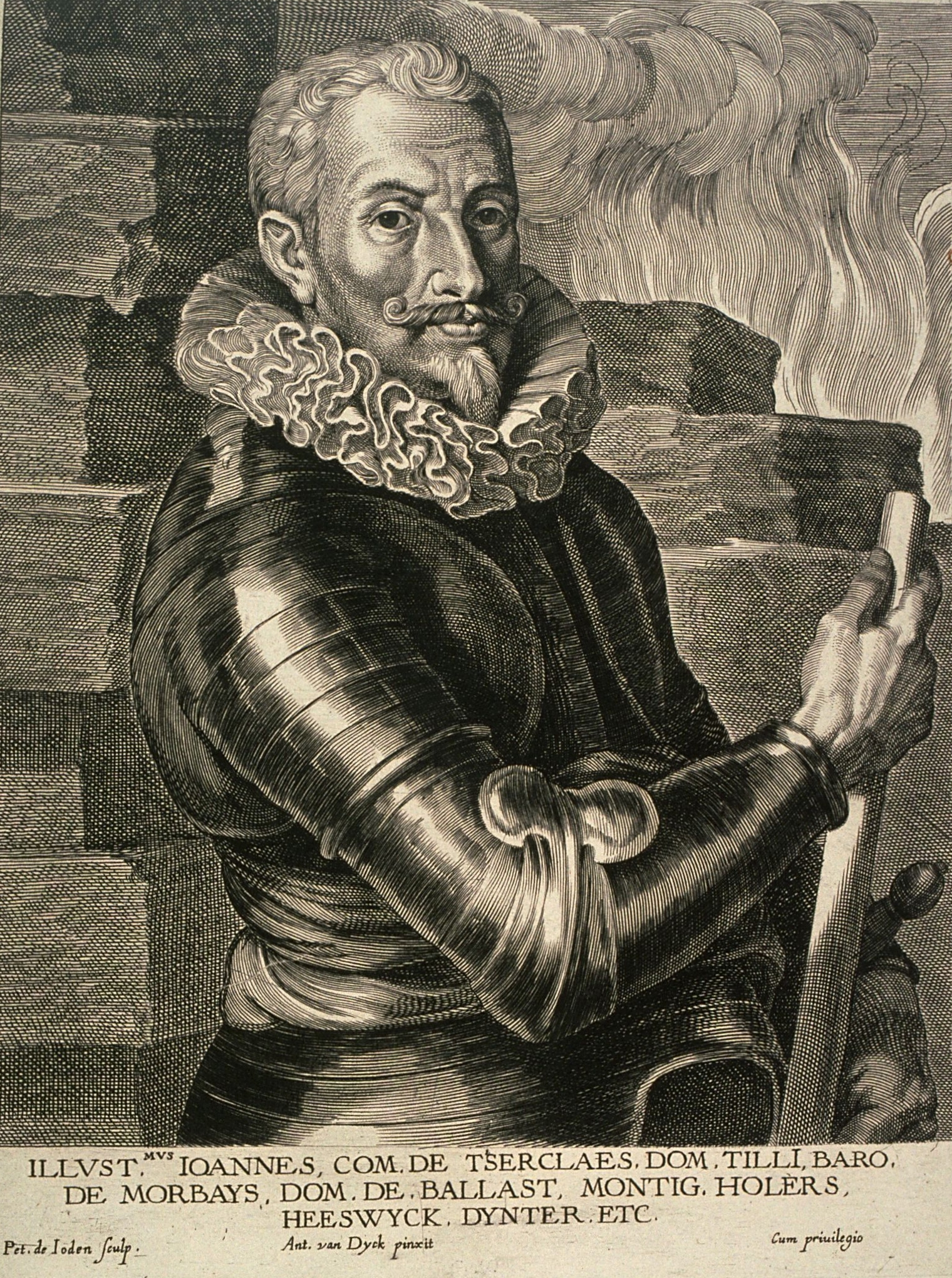
Johann Tserclaes, conte di Tilly, comandante dell'esercito della Lega Cattolica (1559-1632)

Gli spagnoli occuparono agevolmente le terre dell'Elettore Palatino, fatta eccezione per le fortezze di Frankenthal, Mannheim e Heidelberg, sul Reno, che resistettero grazie all'afflusso di volontari inglesi. In Boemia, le forze imperiali e della Lega si unirono e procedettero contro le truppe protestanti nella battaglia della Montagna Bianca, riportando una completa vittoria con perdite molto contenute. A questo punto la ribellione era stata completamente sedata: la Boemia venne annessa ai territori ereditari degli Asburgo, e negli anni successivi l'Imperatore procedette ad un'opera di cattolicizzazione forzata, provocando la fuga di una enorme quantità di profughi (si stima almeno 36 000 famiglie) e la ridistribuzione di gran parte delle terre in Boemia e Moravia a nobili cattolici.
Anche i combattimenti in Ungheria ebbero fine il 31 dicembre 1621, con la Pace di Nikolsburg, in base a cui Gabriele Bethlen accettò di ritirarsi dal conflitto in cambio di concessioni territoriali. Nel Palatinato, tuttavia, gli scontri continuarono, in quella che alcuni storici considerano la "fase palatina" della guerra, distinta dalle altre; in seguito al bando imperiale, Federico V era stato costretto all'esilio e vagava tra le corti protestanti europee cercando appoggio, soprattutto nei Paesi Bassi, Danimarca e Svezia. Il titolo di Principe elettore detenuto da Federico era stato assegnato a Massimiliano I di Baviera, suo lontano parente, che con le truppe della Lega Cattolica da lui guidata aveva contribuito alla vittoria cattolica; le truppe spagnole continuavano l'assedio delle piazzeforti che resistevano ancora, con lo scopo di occupare la Renania come base per la futura offensiva contro i Paesi Bassi.
In questa situazione i resti delle forze protestanti cercarono di recuperare almeno in parte il terreno perduto, ma non potevano contare nemmeno sull'appoggio dell'Unione Evangelica, che, in base all'Accordo di Magonza del 1º aprile 1621, aveva sciolto il proprio esercito sotto la promessa che Spinola ne avrebbe preservato la neutralità. A cambiare la sorte del conflitto non valse neppure la morte del Re di Spagna Filippo III, in quanto il figlio Filippo IV, coadiuvato dal Conte-Duca di Olivares, era un convinto assertore della causa cattolica e della solidarietà tra i due rami degli Asburgo.
Nel febbraio 1622, Spinola costrinse alla resa la piazzaforte di Jülich, tenuta da una guarnigione olandese. Il tentativo di concentrarsi effettuato dalle forze protestanti rimanenti venne sventato quando le forze di Giorgio di Baden-Dürlach vennero battute nella battaglia di Wimpfen e quelle di Cristiano di Brünswick nella battaglia di Höchst, entrambe nel tentativo di attraversare dei corsi d'acqua. Le piazzeforti rimanenti caddero nel corso dell'anno e le forze protestanti di Cristiano di Brunswick vennero definitivamente schiacciate da Tilly nella battaglia di Stadtlohn.
A questo punto a Federico V non rimanevano alternative: egli fu costretto a rinunciare alla lotta. Nel gennaio del 1624 il conte di Mansfeld sciolse ciò che restava delle sue forze; nel luglio dello stesso anno, Giovanni Giorgio I di Sassonia riconobbe la validità del trasferimento del titolo elettorale a Massimiliano I di Baviera (ma solo alla sua persona, non alla sua famiglia). L'esercito di Tilly venne lasciato ad occupare la Germania nord-occidentale, esclusa la Frisia, occupata dagli olandesi; a questo punto un breve intervallo di pace scese sull'Impero, pace che tuttavia sarebbe stata presto rotta dall'entrata in campo della Danimarca a fianco dei protestanti (vedi la fase danese della guerra).